# Regierung Picqué II
Die Regierung Piqué II war die zweite Regierung der Region Brüssel-Hauptstadt. Sie amtierte vom 23. Juni 1995 bis zum 14. Juli 1999.
Von 1989 bis 1995 regierte eine Koalition aus drei französischen Parteien: der Parti Socialiste (PS), der Front démocratique des francophones (FDF) und der Parti Social Chrétien (PSC), sowie den drei flämischen Parteien: Christelijke Volkspartij (CVP), Socialistische Partij (SP) und Volksunie (VU) gebildet. Ministerpräsident war Charles Picqué (PS).
Bei der Wahl 1995 traten FDF und die liberale Parti Réformateur Libéral (PRL) mit einer gemeinsamen Liste an und wurden mit 28 von 65 Sitzen stärkste französischsprachige Partei. Die Regierung wurde gebildet aus zwei französischen Listen PRL-FDF und PS, sowie drei flämischen Parteien CVP, SP, VU. Picqué blieb Ministerpräsident.
Nach der Wahl 1999 wurde erneut eine 5-Parteien-Koalition gebildet. Die Zusammensetzung blieb weitgehend gleich, bei den flämischen Parteien beteiligte sich statt der VU die Vlaamse Liberalen en Democraten (VLD). Charles Picqué wechselte als Regierungskommissar in die föderale Regierung Verhofstadt I, neuer Ministerpräsident wurde Jacques Simonet (PRL).

## Regierung
Die Regierung setzt sich aus fünf Ministern, einem sprachlich neutralen Ministerpräsidenten und je zwei französisch- bzw. flämischsprachigen Ministern zusammen. Dazu kommen drei Staatssekretäre, die im Gegensatz zu den Ministern Mitglieder des Parlaments sein müssen. Mindestens ein Staatssekretär muss der kleineren Sprachgruppe (der flämischen) angehören.
| Amt | Name           | Partei | Beginn der Amtszeit | Ende der Amtszeit |
| --- | -------------- | ------ | ------------------- | ----------------- |
| Ministerpräsident zuständig für lokale Behörden, Beschäftigung, Wohnungsbau, Baudenkmäler und Kulturstätten.                | Charles Picqué | PS     | 23. Juni 1995       | 14. Juli 1999     |
| Minister für Wirtschaft, Finanzen, Haushalt, Energie und Außenbeziehungen                                                   | Jos Chabert    | CVP    | 23. Juni 1995       | 14. Juli 1999     |
| Minister für Raumordnung, öffentliche Arbeiten und Verkehr                                                                  | Hervé Hasquin  | PRL    | 23. Juni 1995       | 14. Juli 1999     |
| Minister für den Öffentlichen Dienst, Außenhandel, wissenschaftliche Forschung, Brandbekämpfung und Notfallmedizin          | Rufin Grijp    | SP     | 23. Juni 1995       | 14. Juli 1999     |
| Minister für Umwelt, Wasser, Sanierung, Naturschutz, öffentliche Sauberkeit und Außenhandel                                 | Didier Gosuin  | FDF    | 23. Juni 1995       | 14. Juli 1999     |
| Staatssekretär für öffentliche Arbeiten, den Öffentlichen Dienst, Kulturerbe und Erschließung stillgelegter Betriebsgelände | Éric André     | PRL    | 23. Juni 1995       | 14. Juli 1999     |
| Staatssekretär für wissenschaftliche Forschung und Energie                                                                  | Vic Anciaux    | VU     | 23. Juni 1995       | 21. November 1997 |
| Staatssekretär, dem Ministerpräsidenten zugeordnet                                                                          | Éric Tomas     | PS     | 23. Juni 1995       | 14. Juli 1999     |

## Kollegium der französischen Gemeinschaftskommission
Dem Kollegium der französischen Gemeinschaftskommission gehören die französischsprachigen Mitglieder der Regierung an.
| Zuständigkeit | Name           | Partei | Beginn der Amtszeit | Ende der Amtszeit |
| --- | -------------- | ------ | ------------------- | ----------------- |
| Vorsitzender, zuständig für Haushalt, die Beziehungen mit der französischen Gemeinschaft und Wallonien sowie internationale Beziehungen | Hervé Hasquin  | PRL    | 23. Juni 1995       | 14. Juli 1999     |
| zuständig für Personenhilfe | Charles Picqué | PS     | 23. Juni 1995       | 14. Juli 1999     |
| zuständig für Kultur, Sport und Tourismus                                                                                               | Didier Gosuin  | FDF    | 23. Juni 1995       | 14. Juli 1999     |
| zuständig für Berufsbildung der Mittelstands                                                                                            | Éric André     | PRL    | 23. Juni 1995       | 14. Juli 1999     |
| zuständig für Gesundheit, Umschulung und berufliche Weiterbildung, Bildung, Sozialhilfe, Schülertransport und den Öffentlichen Dienst   | Éric Tomas     | PS     | 23. Juni 1995       | 14. Juli 1999     |

## Kollegium der flämischen Gemeinschaftskommission
Dem Kollegium der flämischen Gemeinschaftskommission gehören die flämischensprachigen Mitglieder der Regierung an.
| Name        | Partei | Beginn der Amtszeit | Ende der Amtszeit |
| ----------- | ------ | ------------------- | ----------------- |
| Jos Chabert | CVP    | 23. Juni 1995       | 14. Juli 1999     |
| Rufin Grijp | SP     | 23. Juni 1995       | 14. Juli 1999     |
| Vic Anciaux | VU     | 23. Juni 1995       | 21. November 1997 |

## Kollegium der gemeinsamen Gemeinschaftskommission
Dem Kollegium der gemeinsamen Gemeinschaftskommission gehören der Ministerpräsident und die vier Minister an.
| Zuständigkeit                                                               | Name           | Partei | Beginn der Amtszeit | Ende der Amtszeit |
| --------------------------------------------------------------------------- | -------------- | ------ | ------------------- | ----------------- |
| Vorsitzender                                                                | Charles Picqué | PS     | 23. Juni 1995       | 14. Juli 1999     |
| gemeinsam zuständig für Gesundheit, Finanzen, Haushalt und Außenbeziehungen | Jos Chabert    | CVP    | 23. Juni 1995       | 14. Juli 1999     |
| gemeinsam zuständig für Gesundheit, Finanzen, Haushalt und Außenbeziehungen | Hervé Hasquin  | PRL    | 23. Juni 1995       | 14. Juli 1999     |
| gemeinsam zuständig für Personenhilfe und den Öffentlichen Dienst           | Rufin Grijp    | SP     | 23. Juni 1995       | 14. Juli 1999     |
| gemeinsam zuständig für Personenhilfe und den Öffentlichen Dienst           | Didier Gosuin  | FDF    | 23. Juni 1995       | 14. Juli 1999     |

## Umbesetzungen
Staatssekretär Vic Anciaux (VU) trat am 21. November 1997 zurück, seine Position wurde nicht neu besetzt.